# Mặt Mobius

Không gian mà chú cua còng này (có một càng to hơn bên kia nên là một hình không đối xứng) sinh sống là một mặt Mobius. Lưu ý rằng chú cua biến thành hình ảnh phản chiếu gương của chính nó sau mỗi vòng lặp quanh mặt Mobius. Việc vũ trụ của chúng ta có tồn tại tính chất tương tự như vậy không phải là bất khả thi, xem lỗ sâu không định hướng.

Mặt Mobius hay dải Mobius (Mobius band/ Mobius strip), về toán học là một khái niệm topo cơ bản về một dải chỉ có một phía và một biên. Lúc đầu chỉ như một trò chơi vì xuất xứ từ một dải băng giấy (do Mobius công bố) được dán dính 2 đầu sau khi lật ngược một đầu 1 hoặc 2 lần. Về sau các nhà toán học nâng lên thành lý thuyết, lập công thức tính toán. Không chỉ vậy, lý thuyết về dải Mobius còn được ứng dụng vào thực tế trong các lĩnh vực như: kiến trúc, xây dựng,... Ngạc nhiên hơn, dải Mobius còn được ứng dụng vào nghệ thuật, bao gồm: Âm nhạc (Bach), hội họa (M.C. Escher), điêu khắc, kim hoàn, thủ công.v.v.
Đây là một mô hình có thể dễ dàng được tạo ra bằng cách dùng một dải giấy và cho xoắn một nửa và sau đó dán hai đầu của dải với nhau để tạo thành một vòng. Trong không gian Euclid có hai loại dải Mobius tùy thuộc vào chiều xoắn: thuận chiều kim đồng hồ và ngược chiều kim đồng hồ.

## Sơ lược
Mặt Mobius được đặt theo tên nhà toán học và thiên văn học người Đức August Ferdinand Möbius tìm ra vào tháng 9 năm 1858, trong quá trình nghiên cứu các đa diện, mặc dù nhà toán học người Đức Johann Benedict Listing đã nghiên cứu nó độc lập từ trước đó ít lâu vào tháng 7 năm 1858.
Mặt Mobius không phải là một bề mặt chỉ có duy nhất một dạng hình học (tức là chỉ có một kích thước và hình dạng nhất định), chẳng hạn như dải giấy được xoắn nửa vòng như hình minh hoạ. Do đó, các nhà toán học đã nghiên cứu mặt Mobius (ngầm hiểu là Mobius đóng) như bất kỳ bề mặt nào có hình học topo tương đương với dải này.
Biên của nó là một đường cong đơn đóng, có thể là topo hình học của một vòng tròn. Điều này cho thấy có rất nhiều các phiên bản hình học của các dải Mobius như thể mỗi bề mặt này đều có một hình dạng và kích thước xác định.
Thí dụ, với bất kỳ hình chữ nhật đóng, có chiều dài L và chiều rộng W, đều có thể được dán lại để tạo một dải Mobius (bằng cách dán một cạnh với cạnh đối diện sau khi được đảo ngược 180 độ). Một trong số chúng có thể là những mô hình trơn trong không gian 3 chiều, nhưng một số khác lại không (xem phần Dải Mobius chữ nhật đầy trong không gian 3 chiều bên dưới). Tuy nhiên, một ví dụ khác là dải Mobius mở đầy đủ (xem phần Dải Mobius mở bên dưới). Theo hình học topo, điều này là hơi khác so với những dải Mobius đóng thông thường, trong khi bất kỳ dải Mobius đều mở và không có biên.
Không phức tạp lắm để tìm phương trình đại số cho các lời giải có hình học topo của một dải Mobius, nhưng nói chung các phương trình này không mô tả cùng một hình dạng hình học tương tự như mô hình có giấy được xoắn đã nêu trên. Đặc biệt, mô hình giấy xoắn là một bề mặt có thể khai triển được vì nó không có độ cong Gauss (độ cong toàn phần). Một hệ thống phương trình vi phân đại số mô tả mô hình loại này được xuất bản vào năm 2007 cùng với những giải pháp số đi kèm..
Đặc trưng Euler của dải Mobius là bằng 0.

## Tính chất đặc biệt của dải Mobius
Dải Mobius có một số tính chất đặc biệt như sau:
- Nếu vẽ một đường bắt đầu từ 1 điểm ở giữa dải Mobius sẽ gặp lại chính nó nhưng ở phía bên kia dải này. Nếu tiếp tục đường vẽ sẽ gặp lại điểm bắt đầu và nó sẽ có đội dài gấp 2 lần chiều dài của dải ban đầu. Đường cong này liên tục duy nhất chứng tỏ rằng các dải Mobius chỉ có một biên.
- Nếu cắt một dải Mobius dọc theo đường chính giữa sẽ cho ta một dải dài với đầy đủ 2 xoắn, chứ không phải là hai dải riêng biệt như ta nghĩ, kết quả là dải vừa tạo ra không còn là một dải Mobius. Điều này xảy ra bởi vì dải gốc chỉ có một cạnh nhưng cạnh này lại có chiều dài gấp đôi chiều dài của nó. Vết cắt tạo ra thêm 1 cạnh riêng biệt, mà một nửa của nó ở mỗi bên cây kéo, ta có được 1 dải mới dài hơn. Nếu cắt dải này dọc theo đường chính giữa của nó giống y như vậy lần nữa sẽ tạo ra hai dải quấn quanh nhau, đều có đầy đủ hai xoắn.
- Nếu dải được cắt dọc theo chiều dài khoảng một phần ba cách từ các cạnh, nó sẽ tạo ra hai dải: Một dải Mobius nhỏ hơn - đó là dải nằm giữa, có chiều rộng bằng 1/3 và chiều dài tương tự như dải ban đầu. Còn lại là một dải dài hơn và có đầy đủ 2 xoắn - đây là dải nằm dọc suốt 2 cạnh của dải ban đầu, và nó bao gồm 1/3 chiều rộng và hai lần chiều dài của dải gốc.
- Những dải tương tự khác có thể thu được bằng cách tương tự khi xoắn nó với số lần nửa vòng là hai hoặc nhiều hơn thay vì chỉ một lần như trước. Ví dụ, một dải với ba nửa xoắn, khi chia đôi theo chiều dọc, trở thành một dải gắn vào nhau tạo thành một nút chia ba. (Nếu nút thắt này được tách ra, dải được tạo thành bằng cách thêm vào 8 lần nửa xoắn sẽ tạo ra 1 nút thắt đơn.) Một dải với N nửa xoắn, khi bị chia đôi, trở thành một dải với N + 1 xoắn đầy đủ. Cho nó xoắn thêm và nối các đầu lại sẽ được hình gọi là vòng paradromic.
- Một dải với một số lẻ của nửa xoắn, chẳng hạn như dải Mobius, sẽ chỉ có một mặt và một biên. Một dải xoắn một số chẵn lần sẽ có hai mặt và hai biên.
- Nếu một dải với một số lẻ của nửa xoắn được chia đôi bề rộng dọc theo chiều dài của nó, nó sẽ tạo ra một dải đơn dài hơn, với nhiều gấp hai lần nửa xoắn so với bản gốc. Ngược lại, nếu một dải với một số chẵn nửa xoắn được cắt một nửa dọc theo chiều dài, nó sẽ tạo ra hai dải móc vào nhau, đều có cùng số lần xoắn như bản gốc.

## Hình họcvàTopo

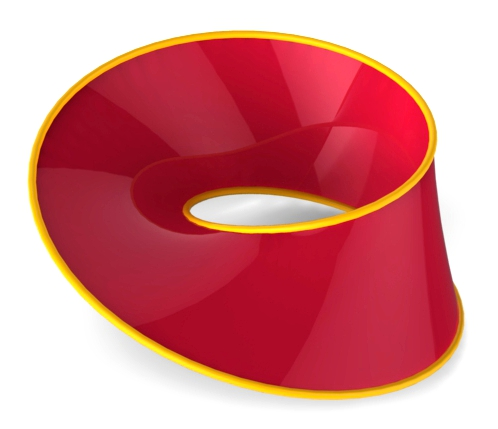
Đồ thị tham số hoá theo dấu tia của dải Mobius

Để biến một hình chữ nhật thành một dải Mobius, cần ghép các cạnh A theo chiều mũi tên như hình vẽ

Mặt Mobius là một tập con chính tắc trong R3 có được bằng cách tham số hoá:
{\displaystyle x(u,v)=\textstyle \left(1+{\frac {1}{2}}v\cos {\frac {1}{2}}u\right)\cos u}
{\displaystyle y(u,v)=\textstyle \left(1+{\frac {1}{2}}v\cos {\frac {1}{2}}u\right)\sin u}
{\displaystyle z(u,v)=\textstyle {\frac {1}{2}}v\sin {\frac {1}{2}}u}
trong đó 0 ≤ u < 2π và −1 ≤ v ≤ 1. Công thức này cho ta dải Mobius có chiều rộng 1 đơn vị, vòng có bán kính 1 nằm trong mặt phẳng tọa độ Oxy với tâm đặt tại gốc tọa độ (0, 0, 0). Biến u thay đổi vòng quanh dải mobius trong khi v thay đổi chạy vòng quanh biên.
Trong toạ độ cầu (r, θ, z), dải Möbius mở không biên được biểu diễn bằng công thức sau:
{\displaystyle \log(r)\sin \left({\frac {1}{2}}\theta \right)=z\cos \left({\frac {1}{2}}\theta \right).}

### Dải Mobius chữ nhật đầy trong không gian 3 chiều
- Nếu một dải Mobius trơn trong không gian ba chiều được gọi là một dải Mobius dạng chữ nhật - thì nó phải được tạo ra từ việc đồng nhất hai cạnh đối diện của một hình chữ nhật – điều này xảy ra nếu tỉ lệ độ dài của hình chữ nhật lớn hơn căn bậc hai 3. (Lưu ý rằng đây là tỉ lệ với độ dài cạnh bên ngắn hơn của hình chữ nhật – tức chiều rộng). Do vậy, nếu tỉ lệ này nhỏ hơn hoặc bằng căn bậc hai của 3, một nhúng trơn của một dải Mobius chữ nhật trong không gian 3 chiều sẽ không xảy ra.
- Nếu tỉ lệ độ dài tiến tới giới hạn tỉ lệ của {\displaystyle {\sqrt {3}}} theo chiều giảm dần, bất kỳ dải Mobius chữ nhật trong không gian 3 chiều dường như đều tiến đến một hình dạng trong giới hạn có thể được coi như một dải của ba tam giác đều, nếu ta gấp đỉnh của một trong số chúng xuống sẽ tạo được một hình tam giác đều trong không gian 3 chiều.
- Nếu có dải Mobius trong không gian 3 chiều thì nó chỉ có khả vi liên tục cấp 1 (ký hiệu là: C1), tuy nhiên, sau này các định lý của Nash-Kuiper cho thấy rằng không tồn tại giới hạn dưới của dải Mobius.

### Hình học Topo
Trong topo, dải Mobius được định nghĩa giống như hình vuông [0,1] × [0,1] với dòng đầu của và dòng dưới được xác định bởi quan hệ (x, 0) ~ (1 − x, 1) với 0 ≤ x ≤ 1, như trong sơ đồ bên phải.
Một bài viết ít được sử dụng của dải Mobius là thương quỹ đạo đa tạp của một xuyến.. Một hình xuyến có thể được xây dựng như hình vuông [0,1] × [0,1] với các cạnh được xác định là (0,y)  ~ (1,y) (nối từ trái sang phải) và (x,0) ~ (x,1) (nối từ dưới lên trên).
Nếu nó cũng được xác định bởi (x,y) ~ (x,y), thì ta sẽ có được một dải Mobius. Đường chéo của hình vuông (những điểm (x,x) có hai tọa độ giống nhau) trở thành biên của dải Mobius, và mang một cấu trúc quỹ đạo đa tạp, trong đó hình học tương ứng với "ảnh phản xạ" - trắc địa (đường thẳng) trong dải Mobius phải chiếu ra khỏi mép sau vào trong dải. Về mặt ký hiệu, nó được viết là T2/S2 – thương 2 xuyến bởi các hoạt động nhóm của nhóm đối xứng trên hai ký tự (chuyển đổi tọa độ), và nó có thể được coi là không gian cấu hình của hai điểm bất kỳ trên vòng tròn, có thể là cùng (cạnh tương ứng với các điểm là như nhau), với các đường gờ tương ứng với hai điểm đặt trên vòng tròn.
Dải Mobius là đa tạp compact hai chiều (tức là một bề mặt) có biên. Nó là một ví dụ tiêu biểu của một bề mặt không định hướng. Trong thực tế, dải Mobius là hình ảnh thu nhỏ của hiện tượng topo của sự không định hướng. Điều này là do:
- Hình dạng hai chiều (bề mặt) là những hình ít chiều nhất nên dễ hiểu là không thể định hướng được
- Dải Mobius là bề mặt duy nhất có topology với mọi tập con của tất cả các bề mặt không định hướng.

Dải Mobius cũng là một ví dụ điển hình được sử dụng để minh họa cho khái niệm toán học của không gian phân thớ chính. Cụ thể, nó là một phân thớ không tầm thường trên hình tròn S1 với một thớ là đoạn đơn vị, I = [0,1]. Chỉ cần nhìn vào cạnh của dải Mobius ta sẽ thấy 1 bó 2 điểm không tầm thường (hoặc Z2)  quanh S1.

### Đồ họa máy tính
Một cấu trúc đơn giản của dải Mobius có thể được tạo ra bởi phương pháp số hoá, bằng cách nối kết một tập các đoạn thẳng hay các trục đứng với nhau và xoắn đều theo một đường tròn hoặc elip.
Theo Charles Joseph Matthews, dải Mobius được coi là mặt 3 chiều không có độ dày. Vì thế, khi có độ dày, nó sẽ trở thành dạng lăng trụ xoắn trong không gian 3 chiều.
Ngoài ra, còn có thể dùng mô hình sau để xây dựng một mặt Mobius tổng quát:
- Lấy một dải hình chữ nhật. Xoay nó xung quanh một điểm cố định không nằm trong mặt phẳng chứa nó. Tại mỗi bước, cũng xoay dải dọc theo một đường trong mặt phẳng của nó (đường thẳng chia đôi dải) và trực giao với bán kính quỹ đạo chính. Bề mặt được tạo ra như cách trên là dải Mobius.
- Lấy một dải Mobius và cắt nó dọc theo đường giữa của dải. Điều này sẽ tạo thành một dải mới, được tạo thành bằng cách thêm một hình chữ nhật vào dải cũ trong khi xoay cả đầu và đuôi của hình chữ nhật đó cùng lúc. Nếu lại cắt dải mới này theo đường giữa của nó 1 lần nữa, sẽ tạo thành 2 dải lồng vào nhau.

## Dải Mobius mở
Dải Mobius mở được hình thành bằng cách xóa các biên (boundary) của dải Mobius chuẩn, được xây dựng từ tập S = { (x,y) ∈ R2: 0 ≤ x ≤ 1 và 0 < y < 1} bằng cách xác định các điểm (0,y) và (1,1−y) với mọi 0 < y < 1.
Ngoài ra, ta cũng có thể được xây dựng như một bề mặt đầy đủ, bằng cách phân chia mặt phẳng R2 trên đó xác định y trong đoạn 0 ≤ y ≤ 1 và từ (x,0) tới (-x,1) với mọi x trong R (tập hợp các số thực). Ta thấy trong không gian metric hình thành dải Mobius mở trên mặt phẳng đầy đủ (geodesically) (tức là, có độ cong Gauss bằng 0 ở khắp mọi nơi). Đây là metric duy nhất trên dải Mobius, thỏa trên cả không gian phẳng và đầy đủ.
Như các mặt phẳng và các hình trụ mở, dải Mobius mở nhận không chỉ có một metric đầy đủ chứa các độ cong hằng bằng 0, mà còn chứa metric đầy đủ các độ cong hằng âm = -1. Một cách để thấy điều này là bắt đầu với (Poincaré) mô hình nửa mặt phẳng trên của mặt phẳng hyperbol ℍ, cụ thể là ℍ = {(x,y) ∈ ℝ2  |  y > 0} với (dx2 +  dy2) / y2 được cho trong metric Riemann.
Các phép đẳng cự được định hướng bảo toàn trong metric này là tất cả các ánh xạ
f: ℍ → ℍ có dạng f(z):= (az + b) / (cz + d) với a, b, c, d là các số thực thoả ad - bc = 1.
z là một số phức với Im(z) > 0, {z ∈ ℂ  |  Im(z) > 0}. Một phép đẳng cự đổi ngược hướng g của ℍ được là g(z):= -conj(z), với conj(z) là ký hiệu các số phức liên hợp của z. Điều này cho ta biết các ánh xạ h: ℍ → ℍ với h(z):= -2⋅conj(z) là một phép đẳng cự đổi ngược hướng của ℍ tạo ra một nhóm tuần hoàn vô hạn G của phép đẳng cự. Thương của ℍ / G của hai nhóm này có thể dễ dàng tính được là một dạng hình học của dải Mobius. Nhưng cũng dễ dàng để kiểm tra phép chia trên tạo thành một không gian đầy đủ và không compắc, với độ cong âm hằng= -1.
Không gian chứa các đường thẳng không định hướng đồng phôi với dải Mobius mở .
Đặt L(θ) là đường thẳng trong mặt phẳng toạ độ trục x dương một góc θ Với mỗi L(θ) có một họ P(θ) của tất cả các đường thẳng trong mặt phẳng đó trực giao với L(θ). Theo topo, họ các P(θ)chỉ là một đường thẳng (vì mỗi đường thẳng trong P(θ) cắt đường L(θ) tại một điểm duy nhất). Vì vậy, khi θ tăng trong phạm vi 0° ≤ θ < 180°, đường thẳng L(θ) represents a line's worth of distinct lines in the plane. Nhưng khi θ tiến tới 180°, L(180°)đồng nhất với L(0), vì vậy P(0°) và P(180°) của các đường thẳng trực giao cũng thuộc cũng một họ. Đường L(0°) khi trở thành đường L(180°) lại đi theo hướng ngược lại.
Tất cả các đường trong các mặt phẳng tương ứng với đúng một đường thẳng trong một họ P(θ), cho một θ, từ 0° ≤ θ < 180°, và P(180°) đồng nhất P(0°) nhưng theo hướng ngược lại. Điều này đảm bảo rằng không gian của tất cả các đường trong mặt phẳng – là hội của tất cả các L(θ) từ 0° ≤ θ < 180° — là một dải Mobius mở.
Các chuyển động cứng nhắc trong mặt phẳng đã cho tạo ra song ánh trong không gian đường trong mặt phẳng của chính nó, tự đồng cấu với không gian các đường thẳng. Nhưng không tồn tại metric trong không gian các đường thẳng bất biến dưới tác động của các nhóm tự đồng cấu.
Kết quả cuối cùng là các dải Mobius có một nhóm Lie tự nhiên 4 chiều tự đồng cấu (được tạo ra từ những chuyển động cứng của mặt phẳng), nhưng mức đối xứng cao không được thể hiện dưới nhóm đẳng cự của bất kỳ chuẩn đo nào.

## Dải Mobius có biên tròn
Cạnh hay biên của một dải Mobius là đồng phôi (topo tương đương) với một vòng tròn. Theo phép nhúng thường của dải trong không gian Euclide như ở trên, biên không phải là một vòng tròn. Tuy nhiên, nó có thể nhúng một dải Mobius trong không gian ba chiều để các biên là tròn như một vòng tròn. Tham khảo chi tiét hơn tại "Geometry and the imagination"..
Một cách hình học hơn để có được một phép nhúng như vậy là bắt đầu bằng một chai Klein tối thiểu nhúng trong mặt cầu 3 chiều và lấy một nửa của nó, đó là một dải Mobius được nhúng trong không gian 4 chiều; Dải này gọi là M hay có tên là '"dải Mobius Sudanese"'. (Đây là tên gọi kết hợp của 2 nhà toán học Topo, Sue Goodman và Daniel Asimov). Áp dụng phép chiếu lập thể vào M và đặt nó trong không gian 3 chiều, như có thể thấy ở đây cũng như trong các hình ảnh dưới đây. (Một số người đã không dán nhãn chính xác hình ảnh lập thể của "Sudanese" trong không gian 3 chiều, nhưng dải Sudanese thực sự hình tượng hơn như vậy, với độ đối xứng cao trong mặt phẳng Riemann: nhóm đẳng cự của nó có chứa SO(2) cùng với 1 phương trình tham số hóa phổ biến.)
Để dễ dàng thấy điều này, ta xét phép nhúng vào quả cầu S3 là một tập hợp con của R4.
Tham số hoá phép nhúng bằng  {z1(η,φ), z2(η,φ)}, với
{\displaystyle z_{1}=\sin \eta \,e^{i\varphi }}
{\displaystyle z_{2}=\cos \eta \,e^{i\varphi /2}.}
Ở đây ta ký hiệu số phức trong R4 như trong C2. Tham số η chạy từ 0 đến π và φ là khoảng từ 0 đến 2π. Khi 
 | z1 |2 + | z2 |2 = 1  thì phép nhúng thuộc hoàn toàn vào S3. Biên của dãy là | z2 | = 1 (tương ứng với η=(0,π)), rõ ràng là 1 hình tròn trong không gian 3 chiều.
Để có được một phép nhúng của dải Mobius trong R3 ánh xạ S3 vào R3 thông qua một phép chiếu lập thể. Điểm chiếu có thể là bất kỳ điểm nào trên S3 mà không nằm trên phép nhúng dải Mobius (quy tắc này không áp dụng cho tất cả những điểm chiếu thông thường). Chọn {\displaystyle \left\{1/{\sqrt {2}},i/{\sqrt {2}}\right\}}. Phép chiếu lập thể ánh xạ vòng để kết nối và bảo toàn biên của dải. Kết quả là một dải Mobius trơn được nhúng vào R3 với một cạnh tròn và không có phần tự giao.

## Các dạng hình học liên quan
- Một đối tượng hình học "lạ" liên quan chặt chẽ với Mobius là chai Klein. Một chai Klein có thể được tạo ra bằng cách nối hai dải Mobius lại với nhau dọc theo các cạnh của chúng. Tuy nhiên điều này lại không thể được thực hiện trong không gian Euclid ba chiều thông thường, mà không tạo nút tự giao.[8]

- Một dạng đa tạp khác liên quan tới Mobius là mặt phản xạ thực. Nếu một đĩa tròn được cắt ra khỏi mặt phản xạ thực, những gì còn lại sẽ là một dải Mobius.[9] Hay nói cách khác, nếu dán 1 đĩa tròn vào một dải Mobius khi biết biên của nó, ta sẽ được 1 mặt phản xa thực.

Để dễ hình dung điều này, tốt nhất là bạn hãy làm biến dạng biên của dải Mobius thành 1 vòng tròn bình thường (xem ở trên). Mặt phản xạ thực, cũng như chai Klein, không thể  được tạo ra trong không gian 3 chiều mà không có nút tự giao.
- Trong lý thuyết đồ thị, thang Mobius là một biểu đồ khối có liên quan chặt chẽ với dải Mobius.

Vào năm 1968, Gonzalo Vélez Jahn (UCV, Caracas, Venezuela) phát hiện ra thể ba chiều với đặc điểm Möbius đặc trưng, sau đó đã được mô tả thành vòng lăng trụ bởi Martin Gardner – sau này là khối đa diện.

## Ứng dụng

### Âm thanh
Một số ứng dụng kỹ thuật cho các dải Mobius như dải Mobius được áp dụng nguyên lý như băng tải kéo dài trên toàn bộ diện tích bề mặt của vành đai nên có cùng một lượng hao mòn. Chẳng hạn như băng ghi âm liên tục được thiết kế có các vòng lặp (tăng gấp đôi thời gian ghi âm). Mobius phổ biến trong sản xuất máy in vi tính trên vải và băng rôn.
Dải Mobius là không gian cấu hình của hai điểm có thứ tự trên một vòng tròn. Do đó, về mặt lý thuyết âm nhạc, không gian của tất cả các hợp hai nốt âm, được biết đến như những cặp, đều có hình dạng của một dải Mobius, điều này và khái quát đến các điểm là một ứng dụng quan trọng của lý thuyết âm nhạc.

### Vật lý / điện công nghệ
Lý thuyết về Mobius ứng dụng khá rộng trong lĩnh vực vật lý, tạo ra nhiều thiết bị có tính ứng dụng cao, có thể liệt kê:
- như một compact cộng hưởng với tần số cộng hưởng mà là một nửa của giống nhau xây dựng cuộn tuyến tính [13]
- như một điện trở giảm cảm ứng [14]
- như các chất siêu dẫn nhiệt độ chuyển tiếp cao [15]
- Điện trở Mobius là một phần tử mạch điện tử hủy bỏ cảm kháng của chính nó. Nikola Tesla được cấp bằng sáng chế công nghệ tương tự vào năm 1894:[16] "cuộn nam châm điện" đã được sử dụng cùng với hệ thống phát điện toàn cầu mà không cần dây.

### Hóa học / công nghệ nano
Trong hóa học cũng có nhiều ứng dụng quan trọng của Mobius:
- như nút thắt phân tử với các đặc tính đặc biệt (Knotane [2], chirality)
- là công cụ phân tử [17]
- như khối lượng lá graphit (nano than chì) với các đặc tính điện tử mới, như xoắn ốc từ tính [18]
- trong một loại đặc biệt của aromaticity: Mobius aromaticity
- hạt tích điện trong từ trường của trái đất có thể di chuyển trên một dải Mobius [19]
- các cyclotide (protein vòng) Kalata B1, chất hoạt động của cây Oldenlandia affinis, có topo Mobius cho đường trục kết hợp của hai hay nhiều amino acid tạo thành chuỗi

### Kiến trúc
Trong kiến trúc, Peter Eisenman có lẽ là người tiên phong phiên chuyển (tuy còn sơ khai) dạng Mobius vào toà nhà "Max Reinhardt Haus". Ở đây tác giả đã gọt phẳng phần tiếp đất nên đã làm hỏng tầm nhìn liên tục của hình Mobius. Mô hình toán học của dải Mobius không được đưa trực tiếp vào công trình nhưng nó lại được khái niệm hoá, và được nhìn thấy trong từng thành phần kiến trúc, chẳng hạn hệ thống ánh sáng, cầu thang và lối đi vào ra của ngôi nhà.